# Șardu
Șardu – wieś w Rumunii, w okręgu Kluż, w gminie Sânpaul. W 2011 roku liczyła 444 mieszkańców.